# Yesterday & Today (Y&T)
Yesterday & Today è il primo album in studio dei Yesterday & Today, uscito nel 1976 per l'Etichetta discografica London Records.

## Tracce
1. Animal Woman (Alves, Phil Kennemore, Meniketti) 3:40
2. 25 Hours A Day (Alves, Meniketti, Leonard Haze) 3:39
3. Game Playing Woman (Meniketti, Kennemore, Haze) 5:23
4. Come On Over (Meniketti, Alves, Haze) 4:08
5. My Heart Plays Too (Meniketti) 6:37
6. Earthshaker (Meniketti, Haze) 3:19
7. Fast Ladies (Very Slow Gin) (Meniketti, Haze) 4:29
8. Alcohol (Meniketti, Alves, Haze) 4:30
9. Beautiful Dreamer (Meniketti, Haze) 5:31

## Formazione
- Dave Meniketti - voce, chitarra
- Joey Alves - chitarra, cori
- Phil Kennemore - basso, cori
- Leonard Haze - batteria, cori